# Anniversary Games 2023
Die Anniversary Games 2023, offiziell London Athletics Meet, war eine Leichtathletik-Veranstaltung, welche am 23. Juli 2023 im Olympiastadion London in der britischen Hauptstadt London stattfand und Teil der Diamond League war.

## Ergebnisse

### Männer

#### 200 m
| Platz | Athlet           | Land | Zeit (s)    |
| ----- | ---------------- | ---- | ----------- |
| 1     | Noah Lyles       | USA  | 19,47 WL MR |
| 2     | Letsile Tebogo   | BOT  | 19,50 AR    |
| 3     | Zharnel Hughes   | GBR  | 19,73 NR    |
| 4     | Kyree King       | USA  | 20,01 SB    |
| 5     | Alexander Ogando | DOM  | 20,14       |
| 6     | Emmanuel Matadi  | LBR  | 20,35       |
| 7     | Joe Ferguson     | GBR  | 20,44 SB    |
| 8     | Jona Efoloko     | GBR  | 20,56       |

Wind: +1,6 m/s

#### 400 m
| Platz | Athlet               | Land | Zeit (s) |
| ----- | -------------------- | ---- | -------- |
| 1     | Wayde van Niekerk    | RSA  | 44,36    |
| 2     | Bryce Deadmon        | USA  | 44,40    |
| 3     | Vernon Norwood       | USA  | 44,46    |
| 4     | Matthew Hudson-Smith | GBR  | 44,72 SB |
| 5     | Leungo Scotch        | BOT  | 44,98    |
| 6     | Ryan Willie          | USA  | 45,39    |
| 7     | Liemarvin Bonevacia  | NED  | 45,51    |
| 8     | Alex Haydock-Wilson  | GBR  | 45,59    |

#### 1500 m
| Platz | Athlet                    | Land | Zeit (min) |
| ----- | ------------------------- | ---- | ---------- |
| 1     | Yared Nuguse              | USA  | 3:30,44    |
| 2     | Narve Gilje Nordås        | NOR  | 3:30,58    |
| 3     | Neil Gourley              | GBR  | 3:30,60 PB |
| 4     | Elliot Giles              | GBR  | 3:30,92 PB |
| 5     | Matthew Stonier           | GBR  | 3:31,30 PB |
| 6     | Stewart McSweyn           | AUS  | 3:31,42 SB |
| 7     | Adel Mechaal              | ESP  | 3:31,43 SB |
| 8     | Timothy Cheruiyot         | KEN  | 3:31,44    |
| 9     | Azeddine Habz             | FRA  | 3:31,58    |
| 10    | Samuel Tanner             | NZL  | 3:31,60    |
| 11    | Mario García              | ESP  | 3:31,68    |
| 12    | Adam Spencer              | AUS  | 3:31,81 PB |
| 13    | Cole Hocker               | USA  | 3:32,14 SB |
| 14    | Andrew Coscoran           | IRL  | 3:32,42    |
| 15    | George Mills              | GBR  | 3:35,76    |
|       | Erik Sowinski (Pacemaker) | USA  | DNF        |

#### 110 m Hürden
| Platz | Athlet             | Land | Zeit (s) |
| ----- | ------------------ | ---- | -------- |
| 1     | Grant Holloway     | USA  | 13,01    |
| 2     | Shunsuke Izumiya   | JPN  | 13,06    |
| 3     | Jamal Britt        | USA  | 13,25    |
| 4     | Hansle Parchment   | JAM  | 13,26    |
| 5     | Tade Ojora         | GBR  | 13,27    |
| 6     | Joshua Zeller      | GBR  | 13,82    |
| 7     | Freddie Crittenden | USA  | 14,83    |
|       | Daniel Roberts     | USA  | DNS      |

Wind: +0,8 m/s

#### Hochsprung
| Platz | Athlet             | Land | Höhe (m) |
| ----- | ------------------ | ---- | -------- |
| 1     | JuVaughn Harrison  | USA  | 2,35 SB  |
| 2     | Mutaz Essa Barshim | QAT  | 2,33     |
| 3     | Thomas Carmoy      | BEL  | 2,27     |
| 3     | Joel Clarke-Khan   | GBR  | 2,27 =PB |
| 5     | Andrij Prozenko    | UKR  | 2,24 SB  |
| 6     | Hamish Kerr        | NZL  | 2,24     |
| 7     | Tobias Potye       | GER  | 2,20     |
| 8     | Donald Thomas      | BAH  | 2,20     |
| 9     | Joel Baden         | AUS  | 2,16     |

#### Kugelstoßen
| Platz | Athlet           | Land | Weite (m) |
| ----- | ---------------- | ---- | --------- |
| 1     | Ryan Crouser     | USA  | 23,07 MR  |
| 2     | Tomas Walsh      | NZL  | 22,58 SB  |
| 3     | Joe Kovacs       | USA  | 21,87     |
| 4     | Payton Otterdahl | USA  | 21,74     |
| 5     | Jacko Gill       | NZL  | 21,11     |
| 6     | Filip Mihaljević | CRO  | 21,06     |
| 7     | Tomáš Staněk     | CZE  | 21,04     |
| 8     | Leonardo Fabbri  | ITA  | 20,97     |
| 9     | Scott Lincoln    | GBR  | 20,48     |
|       | Josh Awotunde    | USA  | NM        |

#### Diskuswurf
| Platz | Athlet           | Land | Weite (m) |
| ----- | ---------------- | ---- | --------- |
| 1     | Daniel Ståhl     | SWE  | 67,03     |
| 2     | Matthew Denny    | AUS  | 66,77 SB  |
| 3     | Kristjan Čeh     | SVN  | 66,02     |
| 4     | Alex Rose        | SAM  | 65,56     |
| 5     | Andrius Gudžius  | LTU  | 65,47     |
| 6     | Lawrence Okoye   | GBR  | 62,59     |
| 7     | Sam Mattis       | USA  | 61,83     |
| 8     | Simon Pettersson | SWE  | 61,48     |

### Frauen

#### 100 m
| Platz | Athletin            | Land | Zeit (s)     |
| ----- | ------------------- | ---- | ------------ |
| 1     | Marie-Josée Ta Lou  | CIV  | 10,75 MR =SB |
| 2     | Dina Asher-Smith    | GBR  | 10,85 SB     |
| 3     | Shericka Jackson    | JAM  | 10,94        |
| 4     | Daryll Neita        | GBR  | 10,96 SB     |
| 5     | Aleia Hobbs         | USA  | 10,99        |
| 6     | Twanisha Terry      | USA  | 10,99 =SB    |
| 7     | Melissa Jefferson   | USA  | 11,09        |
| 8     | Anthonique Strachan | BAH  | 11,13        |

Wind: +1,2 m/s

#### 800 m
| Platz                       | Athletin            | Land | Zeit (min)    |
| --------------------------- | ------------------- | ---- | ------------- |
| 1                           | Jemma Reekie        | GBR  | 1:57,30 MR SB |
| 2                           | Natoya Goule-Toppin | JAM  | 1:57,61 SB    |
| 3                           | Halimah Nakaayi     | UGA  | 1:57,62       |
| 4                           | Catriona Bisset     | AUS  | 1:57,78 AR    |
| 5                           | Katie Snowden       | GBR  | 1:58,00 PB    |
| 6                           | Rénelle Lamote      | FRA  | 1:58,64 SB    |
| 7                           | Raevyn Rogers       | USA  | 1:58,98 SB    |
| 8                           | Sage Hurta-Klecker  | USA  | 2:03,98       |
|                             | Anita Horvat        | SVN  | DNF           |
| Aneta Lemiesz (Pacemakerin) | POL                 | DNF  |               |
| Diribe Welteji              | ETH                 | DNF  |               |
| Keely Hodgkinson            | GBR                 | DNS  |               |

#### 5000 m
| Platz                     | Athletin                      | Land | Zeit (min)     |
| ------------------------- | ----------------------------- | ---- | -------------- |
| 1                         | Gudaf Tsegay                  | ETH  | 14:12,29 MR PB |
| 2                         | Beatrice Chebet               | KEN  | 14:12,92 PB    |
| 3                         | Sifan Hassan                  | NED  | 14:13,42 AR    |
| 4                         | Medina Eisa                   | ETH  | 14:16,54 WU20R |
| 5                         | Alicia Monson                 | USA  | 14:19,45 AR    |
| 6                         | Birke Haylom                  | ETH  | 14:37,94       |
| 7                         | Melknat Wudu                  | ETH  | 14:39,36 PB    |
| 8                         | Nadia Battocletti             | ITA  | 14:41,30 NR    |
| 9                         | Karoline Bjerkeli Grøvdal     | NOR  | 14:45,24       |
| 10                        | Senayet Getachew              | ETH  | 14:46,25 PB    |
| 11                        | Elly Henes                    | USA  | 14:47,15 PB    |
| 12                        | Maureen Koster                | NED  | 14:47,52 PB    |
| 13                        | Teresiah Muthoni Gateri       | KEN  | 14:53,62 SB    |
| 14                        | Girmawit Gebrzihair           | ETH  | 14:54,01       |
| 15                        | Megan Keith                   | GBR  | 14:56,98 PB    |
| 16                        | Josette Andrews               | USA  | 15:03,39       |
| 17                        | Jessica Warner-Judd           | GBR  | 15:06,21 SB    |
|                           | Margaret Akidor (Pacemakerin) | KEN  | DNF            |
| Mizan Alem                | ETH                           | DNF  |                |
| Rose Davies (Pacemakerin) | AUS                           | DNF  |                |

#### 400 m Hürden
| Platz | Athletin            | Land | Zeit (s)           |
| ----- | ------------------- | ---- | ------------------ |
| 1     | Femke Bol           | NED  | 51,45 WL DLR MR AR |
| 2     | Janieve Russell     | JAM  | 53,75              |
| 3     | Shamier Little      | USA  | 53,76              |
| 4     | Rushell Clayton     | JAM  | 53,97              |
| 5     | Jessie Knight       | GBR  | 54,09 =PB          |
| 6     | Wiktorija Tkatschuk | UKR  | 54,25 SB           |
| 7     | Anna Ryschykowa     | UKR  | 54,53 SB           |
|       | Gianna Woodruff     | PAN  | 55,52              |

#### 3000 m Hindernis
| Platz | Athletin                    | Land | Zeit (min)       |
| ----- | --------------------------- | ---- | ---------------- |
| 1     | Jackline Chepkoech          | KEN  | 8:57,35 WL MR PB |
| 2     | Beatrice Chepkoech          | KEN  | 9:04,34 SB       |
| 3     | Aimee Pratt                 | GBR  | 9:16,10 SB       |
| 4     | Courtney Wayment            | USA  | 9:17,21          |
| 5     | Flavie Renouard             | FRA  | 9:19,07 PB       |
| 6     | Kristlin Gear               | USA  | 9:25,49          |
| 7     | Alicja Konieczek            | POL  | 9:30,19          |
| 8     | Juliane Hvid                | DEN  | 9:33,40 PB       |
| 9     | Irene Sánchez-Escribano     | ESP  | 9:33,64          |
| 10    | Michelle Finn               | IRL  | 9:34,76 SB       |
| 11    | Elizabeth Bird              | GBR  | 9:59,12          |
| 12    | Poppy Tank                  | GBR  | 10:05,59         |
|       | Fancy Cherono (Pacemakerin) | KEN  | DNF              |

#### Stabhochsprung
| Platz | Athletin           | Land | Höhe (m) |
| ----- | ------------------ | ---- | -------- |
| 1     | Wilma Murto        | FIN  | 4,80 SB  |
| 2     | Katie Moon         | USA  | 4,80     |
| 3     | Tina Šutej         | SVN  | 4,71     |
| 4     | Nina Kennedy       | AUS  | 4,71     |
| 5     | Katerina Stefanidi | GRC  | 4,62 SB  |
| 6     | Roberta Bruni      | ITA  | 4,51     |
| 6     | Sandi Morris       | USA  | 4,51     |
| 8     | Molly Caudery      | GBR  | 4,51     |
| 9     | Alysha Newman      | CAN  | 4,36     |
| 10    | Holly Bradshaw     | GBR  | NMH      |

#### Weitsprung
| Platz | Athletin                  | Land | Weite (m) |
| ----- | ------------------------- | ---- | --------- |
| 1     | Quanesha Burks            | USA  | 6,98 PB   |
| 2     | Brooke Buschkuehl         | AUS  | 6,72      |
| 3     | Tara Davis-Woodhall       | USA  | 6,72      |
| 4     | Jazmin Sawyers            | GBR  | 6,67      |
| 5     | Katarina Johnson-Thompson | GBR  | 6,60 SB   |
| 6     | Maryna Bech-Romantschuk   | UKR  | 6,52      |
| 7     | Ivana Vuleta              | SRB  | 6,51      |
| 8     | Letícia Melo              | BRA  | 6,28      |